# Artesanía Kinnal

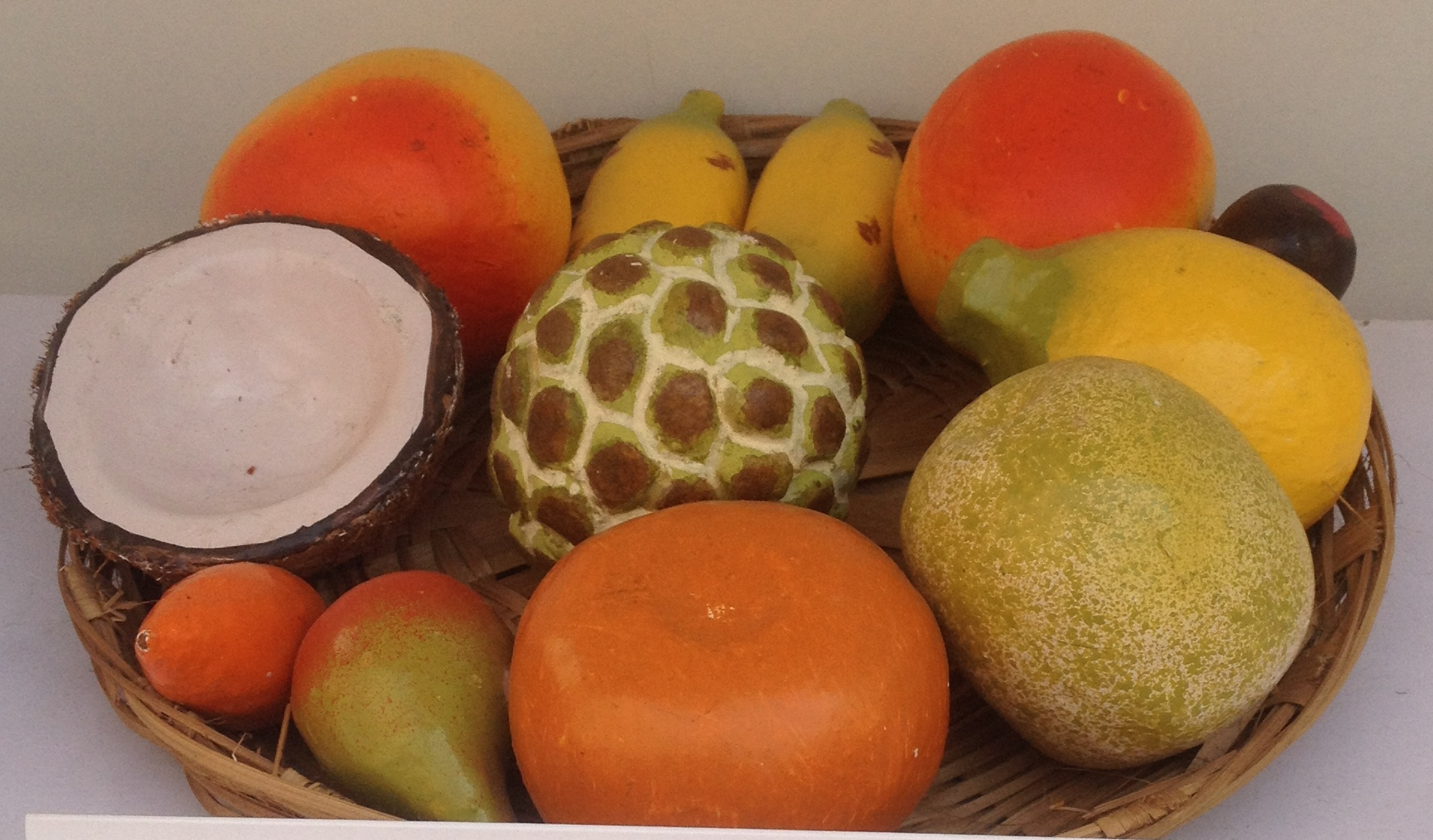
Juguetes de Kinnal

La artesanía Kinnal o artesanía Kinhal (Canarés: ಕಿನ್ನಾಳ ಕಲೆ), es una artesanía tradicional de madera local de la ciudad de Kinhal, o Kinnal, en el distrito de Koppal, en el norte de Karnataka, India.
La ciudad es famosa por los juguetes de Kinhal y los ídolos religiosos. Recientemente se ha concedido a esta artesanía la indicación geográfica y su número de solicitud de IG es el 213*.

## Historia
Kinhal fue en su día un floreciente centro de artesanía, siendo las tallas en madera las más conocidas. Se dice que las famosas pinturas murales del templo de Pampapateshwara y el intrincado trabajo del carro de madera de Hampi son obra de los antepasados de los artesanos de Kinhal de hoy. Los antiguos calcos de papel encontrados en la casa ancestral de uno de los artesanos corroboran esta creencia.
En 2007, estudiantes de la Universidad de Glasgow y de la escuela de arte de Glasgow en colaboración con el Consejo de Artesanía de Karnataka, facilitaron un proyecto con estudiantes y artesanos locales, en un intento de revivir la artesanía de Kinhal.

## Método
Los artesanos se llaman chitragara. Para los juguetes se utiliza madera ligera. La pasta utilizada para unir las distintas partes está hecha de semillas de tamarindo y guijarros. Con trapos de yute empapados, cortados en trozos, secados, pulverizados y mezclados con serrín y pasta de semillas de tamarindo se hace el kitta. Se utiliza una mezcla de pasta de polvo de guijarros con goma líquida para repujar la ornamentación y las joyas en el cuerpo de la figura. Una vez montados los componentes de la figura, se aplica el kitta a mano por todas partes y se pegan pequeños trozos de algodón con la pasta de tamarindo. Sobre ella se aplica la pasta de guijarros que constituye la base para la aplicación de la pintura.
Antes eran populares los juguetes que representaban a personas dedicadas a diversas ocupaciones; ahora se prefieren las figuras, los animales y los pájaros. Garuda, el pájaro épico, tiene 12 componentes, mientras que el Señor Ganesha en un trono tiene 22 componentes. El estilo es realista y el diseño y el cincelado tienen un toque maestro. En la temporada de festivales, se fabrican juguetes e imágenes de arcilla, a menudo con estiércol de vaca y serrín.